# Canan Hoşgör
Canan Hoşgör (* 8. März 1971 in Bandırma) ist eine türkische Schauspielerin.

## Leben und Karriere
Hoşgör wurde am 8. März 1971 in Bandırma geboren. Sie absolvierte ein Studium im Bereich Restaurierung an der Technischen Universität Yıldız. Ihr Debüt gab sie 1991 in dem Film Umut Hep Vardı. Zu ihren bekanntesten Werken gehören Arka Sıradakiler,  Kaybolan Yıllar und Asmalı Konak: Hayat.
1989 heiratete sie den Schauspieler und Regisseur Hamdi Alkan. Gemeinsam haben sie eine Tochter, Zeynep Alkan, die ebenfalls als Schauspielerin tätig ist. Sie ließ sich 1999 von ihrem Ehemann scheiden. Das Paar, das 2006 erneut heiratete, ließ sich 2012 zum zweiten Mal scheiden.

## Filmografie
Filme
- 1991: Umut Hep Vardı
- 1993: Tersine Dünya
- 2001: Şellale
- 2003: Asmalı Konak: Hayat
- 2004: Bize Nasıl Kıydınız
- 2009: Dersimiz: Atatürk

Serien
- 1994: Mutlugiller
- 2002: Reyting Hamdi
- 2003: Bir İstanbul Masalı
- 2003: Asmalı Konak
- 2004: En İyi Arkadaşım
- 2005: Afacanlar Kampı
- 2005: Yumurcaklar Kampı
- 2006: Kaybolan Yıllar
- 2007–2009: Arka Sıradakiler
- 2008: Komedi Türk